# 郷戸池
郷戸池（ごうどいけ）は、岐阜県各務原市にある池。農業の灌漑用ため池で、すぐ北にある苧ヶ瀬池と共に古くからある池である。

## 概要
池の周囲は約620m。
古くは「郷土池」とも書いた。
1898年（明治31年）、道路で分断されていた道の東側の池を埋め、1909年（明治42年）に堤防の改修を行なった。
1928年（昭和3年）、県道東の田1反9畝を買収して池の拡張を行なったが、その後また埋め立てられた。

## ギャラリー

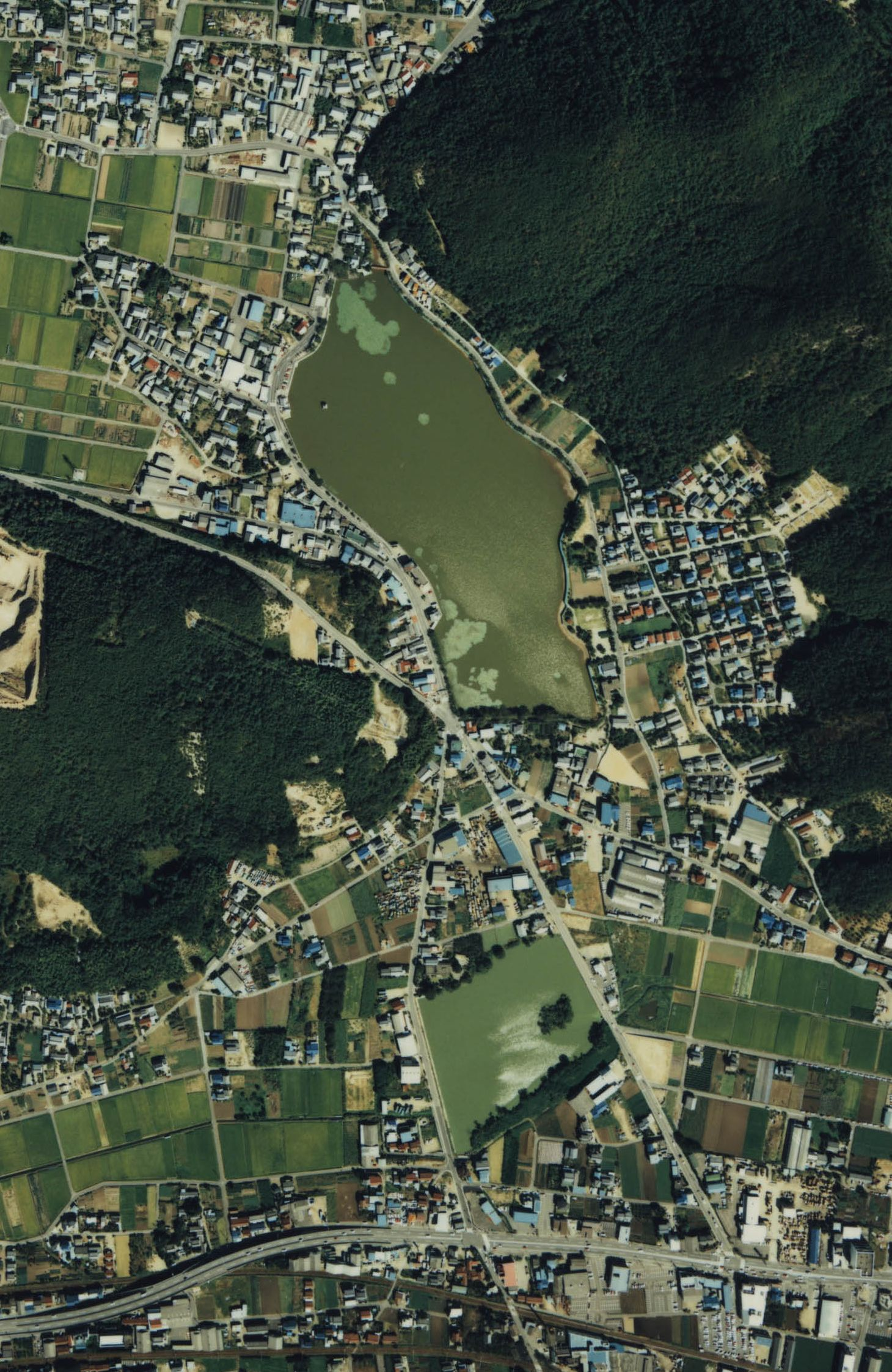
上が苧ヶ瀬池、下が郷戸池 （空撮画像1987年撮影）
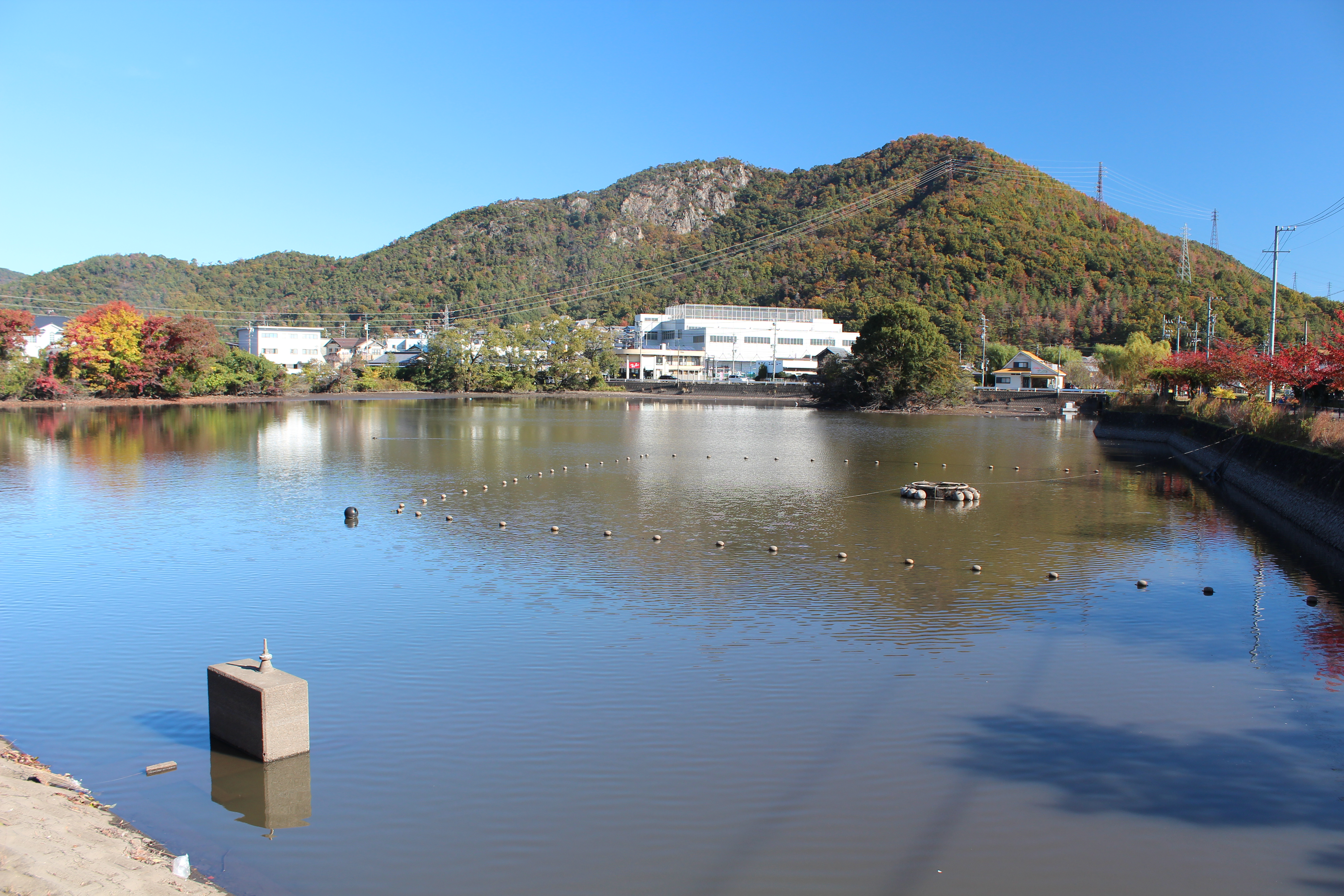
郷戸池畔から望む愛宕山

## 交通アクセス
- 名鉄各務原線 苧ヶ瀬駅より徒歩で約7分。
- 各務原市ふれあいバス「おがせ池」バス停より徒歩で約10分。